# Lone Jack
Lone Jack és una població dels Estats Units a l'estat de Missouri. Segons el cens del 2000 tenia 528 habitants.

## Demografia
Segons el cens del 2000, Lone Jack tenia 528 habitants, 202 habitatges, i 153 famílies. La densitat de població era de 53,1 habitants per km².
Dels 202 habitatges en un 39,1% hi vivien nens de menys de 18 anys, en un 62,4% hi vivien parelles casades, en un 10,4% dones solteres, i en un 23,8% no eren unitats familiars. En el 20,3% dels habitatges hi vivien persones soles el 5% de les quals corresponia a persones de 65 anys o més que vivien soles. El nombre mitjà de persones vivint en cada habitatge era de 2,61 i el nombre mitjà de persones que vivien en cada família era de 2,95.
Per edats la població es repartia de la següent manera: un 27,5% tenia menys de 18 anys, un 6,6% entre 18 i 24, un 31,6% entre 25 i 44, un 25,6% de 45 a 60 i un 8,7% 65 anys o més.
L'edat mediana era de 36 anys. Per cada 100 dones de 18 o més anys hi havia 85,9 homes.
La renda mediana per habitatge era de 51.154 $ i la renda mediana per família de 57.500 $. Els homes tenien una renda mediana de 37.031 $ mentre que les dones 31.250 $. La renda per capita de la població era de 20.558 $. Cap de les famílies i el 3,6% de la població estaven per davall del llindar de pobresa.

## Poblacions més properes
El següent diagrama mostra les poblacions més properes.